# 런던 방정식
런던 방정식(영어: London equations)은 초전도체 주위와 내부에 흐르는 전류와 전자기장과 관련된 방정식으로 1935년 프리츠 론돈과 하인츠 론돈 형제가 제안하였다. 1933년 마이스너에 의해 발견된 초전도 현상인 마이스너 효과를 설명하는 이론으로 등장하였다. 초전도체를 이론적으로 설명한 첫 번째 이론이라는 점에서 그 의의가 있다.

## 런던 방정식
런던 방정식은 아래와 같은 두 개의 방정식으로 이루어져 있다.
{\displaystyle {\frac {\partial \mathbf {j} _{s}}{\partial t}}={\frac {n_{s}e^{2}}{m}}\mathbf {E} .}
{\displaystyle \nabla \times \mathbf {j} _{s}=-{\frac {n_{s}e^{2}}{m}}\mathbf {B} .}
여기서 {\displaystyle \mathbf {j} _{s}}는 초전도 전류, {\displaystyle \mathbf {E} }와 {\displaystyle \mathbf {B} }는 초전도체 내부의 전기장과 자기장, {\displaystyle e}는 전자와 양성자의 전하, {\displaystyle m}은 전자의 질량, {\displaystyle n_{s}}는 대전 입자의 밀도(number density)와 관계된 상수이다. (이 문서에서는 SI 단위계를 쓴다.)
한편, 런던 방정식은 벡터 퍼텐셜 {\displaystyle \mathbf {A} }를 이용하여 위의 두 방정식을 하나로 합칠 수 있다. 벡터 퍼텐셜의 다이버전스를 0으로 하는 쿨롱 게이지를 사용하며, 따라서 게이지를 바꾸어주면 식이 성립하지 않는다.
{\displaystyle \mathbf {j} _{s}=-{\frac {n_{s}e^{2}}{m}}\mathbf {A} .}

## 런던 투과 깊이
두 번째 런던 방정식과 앙페르 회로 법칙을 이용하면 다음과 같은 방정식을 얻을 수 있다.
{\displaystyle \nabla \times \mathbf {B} ={\mu _{0}\mathbf {j} },} (앙페르 회로 법칙)
{\displaystyle \nabla ^{2}\mathbf {B} ={\frac {1}{\lambda ^{2}}}\mathbf {B} ,} {\displaystyle \lambda ={\sqrt {\frac {mc^{2}}{4\pi n_{s}e^{2}}}}}.
여기서 {\displaystyle \lambda }는 외부 자기장이 지수함수적으로 감소하는 길이 척도를 나타내는 값으로서 런던 투과 깊이라고 한다. 초전도체의 런던 투과 깊이는 보통 50 ~ 500 nm 정도다.
런던 투과 깊이의 간단한 예로서, 경계면이 x방향에 평행한 초전도체가 있고 그 외부에 x방향의 균일한 자기장이 가해지고 있다면, 초전도체 내부의 자기장 크기는 다음의 방정식을 따른다. 
{\displaystyle B_{x}(z)=B_{0}e^{-z/\lambda }.}
이와 같이 런던 방정식을 풀면 자기장이 초전도체 내부에서 지수함수적으로 감소하는 결과를 얻는다. 이는 초전도체 내부의 자기장을 밀어내는 마이스너 효과와 일맥상통하는 부분이다.

## 같이 보기
- 초전도 현상
- 마이스너 효과